# Saison 2018 de l'équipe cycliste Bora-Hansgrohe
La saison 2018 de l'équipe cycliste Bora-Hansgrohe est la neuvième de cette équipe.

## Préparation de la saison 2018

### Arrivées et départs
Les deux premières arrivées sont l'Italien Daniel Oss et le Britannique Peter Kennaugh. Le premier renforce l'équipe autour de Peter Sagan sur les classiques flandriennes, tandis que le second vient pour endosser un rôle de leader sur les courses d'une semaine.
Puis Bora-Hansgrohe officialise l'arrivée de Davide Formolo, jeune coureur capable de briller sur les grands tours.
Quatre coureurs ne sont pas conservés par Bora-Hansgerohe. Membre de l'équipe depuis 2010, Jan Bárta rejoint l'équipe continentale tchèque Elkov Author. Shane Archbold part chez Aqua Blue Sport tandis que Silvio Herklotz et José Mendes sont engagés par Burgos BH.
| Arrivées            | Équipe 2017           |
| ------------------- | --------------------- |
| Davide Formolo      | Cannondale-Drapac     |
| Felix Großschartner | CCC Sprandi Polkowice |
| Peter Kennaugh      | Sky                   |
| Daniel Oss          | BMC Racing            |

| Départs         | Équipe 2018     |
| --------------- | --------------- |
| Shane Archbold  | Aqua Blue Sport |
| Jan Bárta       | Elkov Author    |
| Silvio Herklotz | Burgos BH       |
| José Mendes     | Burgos BH       |

### Objectifs
Rafał Majka a pour principal objectif le Tour de France. Son programme avant cette échéance comprend le Tour de San Juan, le Tour d'Abu Dhabi, Tirreno-Adriatico, la Flèche wallonne, Liège-Bastogne-Liège, le  Tour de Californie et le Tour de Slovénie.

## Coureurs et encadrement technique

### Effectif
| Cycliste            | Date de naissance | Nationalité | Équipe 2017           |  |
| ------------------- | ----------------- | ----------- | --------------------- |  |
| Pascal Ackermann    | 17 janvier 1994   | Allemagne   | Bora-Hansgrohe        |  |
| Erik Baška          | 12 janvier 1994   | Slovaquie   | Bora-Hansgrohe        |  |
| Cesare Benedetti    | 3 août 1987       | Italie      | Bora-Hansgrohe        |  |
| Sam Bennett         | 14 octobre 1990   | Irlande     | Bora-Hansgrohe        |  |
| Maciej Bodnar       | 7 mars 1985       | Pologne     | Bora-Hansgrohe        |  |
| Emanuel Buchmann    | 18 novembre 1992  | Allemagne   | Bora-Hansgrohe        |  |
| Marcus Burghardt    | 30 juin 1983      | Allemagne   | Bora-Hansgrohe        |  |
| Davide Formolo      | 25 octobre 1992   | Italie      | Cannondale-Drapac     |  |
| Felix Großschartner | 23 décembre 1993  | Autriche    | CCC Sprandi Polkowice |  |
| Peter Kennaugh      | 15 juin 1989      | Royaume-Uni | Sky                   |  |
| Michal Kolář        | 21 décembre 1992  | Slovaquie   | Bora-Hansgrohe        |  |
| Leopold König       | 15 novembre 1987  | Tchéquie    | Bora-Hansgrohe        |  |
| Patrick Konrad      | 13 octobre 1991   | Autriche    | Bora-Hansgrohe        |  |
| Rafał Majka         | 12 septembre 1989 | Pologne     | Bora-Hansgrohe        |  |
| Jay McCarthy        | 8 septembre 1992  | Australie   | Bora-Hansgrohe        |  |
| Gregor Mühlberger   | 4 avril 1994      | Autriche    | Bora-Hansgrohe        |  |
| Daniel Oss          | 13 janvier 1987   | Italie      | BMC Racing            |  |
| Matteo Pelucchi     | 21 janvier 1989   | Italie      | Bora-Hansgrohe        |  |
| Christoph Pfingsten | 20 novembre 1987  | Allemagne   | Bora-Hansgrohe        |  |
| Paweł Poljański     | 6 mai 1990        | Pologne     | Bora-Hansgrohe        |  |
| Lukas Pöstlberger   | 10 janvier 1992   | Autriche    | Bora-Hansgrohe        |  |
| Juraj Sagan         | 23 décembre 1988  | Slovaquie   | Bora-Hansgrohe        |  |
| Peter Sagan         | 26 janvier 1990   | Slovaquie   | Bora-Hansgrohe        |  |
| Aleksejs Saramotins | 8 avril 1982      | Lettonie    | Bora-Hansgrohe        |  |
| Andreas Schillinger | 13 juillet 1983   | Allemagne   | Bora-Hansgrohe        |  |
| Michael Schwarzmann | 7 janvier 1991    | Allemagne   | Bora-Hansgrohe        |  |
| Rüdiger Selig       | 19 février 1989   | Allemagne   | Bora-Hansgrohe        |  |

- Stagiaire

À partir du 1er août 2018
| Coureur             | Date de naissance | Nationalité | Équipe             |
| ------------------- | ----------------- | ----------- | ------------------ |
| Johannes Schinnagel | 29 mai 1996       | Allemagne   | Tirol Cycling Team |

## Bilan de la saison

### Victoires
| Date          | Course                                     | Pays        | Classe | Vainqueur         |
| ------------- | ------------------------------------------ | ----------- | ------ | ----------------- |
| 19 janv.      | 4e étape du Tour Down Under                | Australie   | 2.UWT  | Peter Sagan       |
| 28 janv.      | Cadel Evans Great Ocean Road Race          | Australie   | 1.UWT  | Jay McCarthy      |
| 25 mars       | Gand-Wevelgem                              | Belgique    | 1.UWT  | Peter Sagan       |
| 4 avr.        | 3e étape du Tour du Pays basque            | Espagne     | 2.UWT  | Jay McCarthy      |
| 8 avr.        | Paris-Roubaix                              | France      | 1.UWT  | Peter Sagan       |
| 29 avr.       | 5e étape du Tour de Romandie               | Suisse      | 2.UWT  | Pascal Ackermann  |
| 11 mai        | 7e étape du Tour d'Italie                  | Italie      | 2.UWT  | Sam Bennett       |
| 17 mai        | 12e étape du Tour d'Italie                 | Italie      | 2.UWT  | Sam Bennett       |
| 27 mai        | 21e étape du Tour d'Italie                 | Italie      | 2.UWT  | Sam Bennett       |
| 5 juin        | 2e étape du Critérium du Dauphiné          | France      | 2.UWT  | Pascal Ackermann  |
| 10 juin       | 2e étape du Tour de Suisse                 | Suisse      | 2.UWT  | Peter Sagan       |
| 10 juin       | Tour de Cologne                            | Allemagne   | 1.1    | Sam Bennett       |
| 22 juin       | Championnat de Pologne du contre-la-montre | Pologne     | CN     | Maciej Bodnar     |
| 24 juin       | Championnat de Slovaquie sur route         | Slovaquie   | CN     | Peter Sagan       |
| 1er juillet   | Championnat d'Allemagne sur route          | Allemagne   | CN     | Pascal Ackermann  |
| 1er juillet   | Championnat d'Autriche sur route           | Autriche    | CN     | Lukas Pöstlberger |
| 8 juillet     | 2e étape du Tour de France                 | France      | 2.UWT  | Peter Sagan       |
| 11 juillet    | 5e étape du Tour de France                 | France      | 2.UWT  | Peter Sagan       |
| 20 juillet    | 13e étape du Tour de France                | France      | 2.UWT  | Peter Sagan       |
| 26 juillet    | Grand Prix Pino Cerami                     | Belgique    | 1.1    | Peter Kennaugh    |
| 29 juillet    | RideLondon-Surrey Classic                  | Royaume-Uni | 1.UWT  | Pascal Ackermann  |
| 4 août        | 1re étape du Tour de Pologne               | Pologne     | 2.UWT  | Pascal Ackermann  |
| 5 août        | 2e étape du Tour de Pologne                | Pologne     | 2.UWT  | Pascal Ackermann  |
| 9 août        | 1re étape du Czech Cycling Tour            | Tchéquie    | 2.1    | Bora-Hansgrohe    |
| 18 août       | 6e étape du BinckBank Tour                 | Pays-Bas    | 2.UWT  | Gregor Mühlberger |
| 1er septembre | Brussels Cycling Classic                   | Belgique    | 1.HC   | Pascal Ackermann  |
| 2 septembre   | Grand Prix de Fourmies                     | France      | 1.HC   | Pascal Ackermann  |
| 14 septembre  | 2e étape du Tour de Slovaquie              | Slovaquie   | 2.1    | Rüdiger Selig     |
| 15 septembre  | 3e étape du Tour de Slovaquie              | Slovaquie   | 2.1    | Matteo Pelucchi   |
| 10 octobre    | 2e étape du Tour de Turquie                | Turquie     | 2.UWT  | Sam Bennett       |
| 11 octobre    | 3e étape du Tour de Turquie                | Turquie     | 2.UWT  | Sam Bennett       |
| 14 octobre    | 6e étape du Tour de Turquie                | Turquie     | 2.UWT  | Sam Bennett       |
| 17 octobre    | 2e étape du Tour du Guangxi                | Chine       | 2.UWT  | Pascal Ackermann  |

### Résultats sur les courses majeures
Les tableaux suivants représentent les résultats de l'équipe dans les principales courses du calendrier international (les cinq classiques majeures et les trois grands tours). Pour chaque épreuve est indiqué le meilleur coureur de l'équipe, son classement ainsi que les accessits glanés par l'équipe sur les courses de trois semaines.

#### Classiques
| Classique            | Milan-San Remo   | Tour des Flandres | Paris-Roubaix     | Liège-Bastogne-Liège | Tour de Lombardie |
| -------------------- | ---------------- | ----------------- | ----------------- | -------------------- | ----------------- |
| Coureur (classement) | Peter Sagan (6e) | Peter Sagan (6e)  | Peter Sagan (1er) | Davide Formolo (7e)  | Rafał Majka (7e)  |

#### Grands tours
| Grand tour           | Tour d'Italie                      | Tour de France                                                          | Tour d'Espagne         |
| -------------------- | ---------------------------------- | ----------------------------------------------------------------------- | ---------------------- |
| Coureur (classement) | Patrick Konrad (7e)                | Rafał Majka (19e)                                                       | Emanuel Buchmann (12e) |
| Accessits            | 3 victoires d'étapes (Sam Bennett) | 3 victoires d'étapes (Peter Sagan), Classement par points (Peter Sagan) | -                      |